# ضحايا الحرب الفلسطينية الإسرائيلية 2023

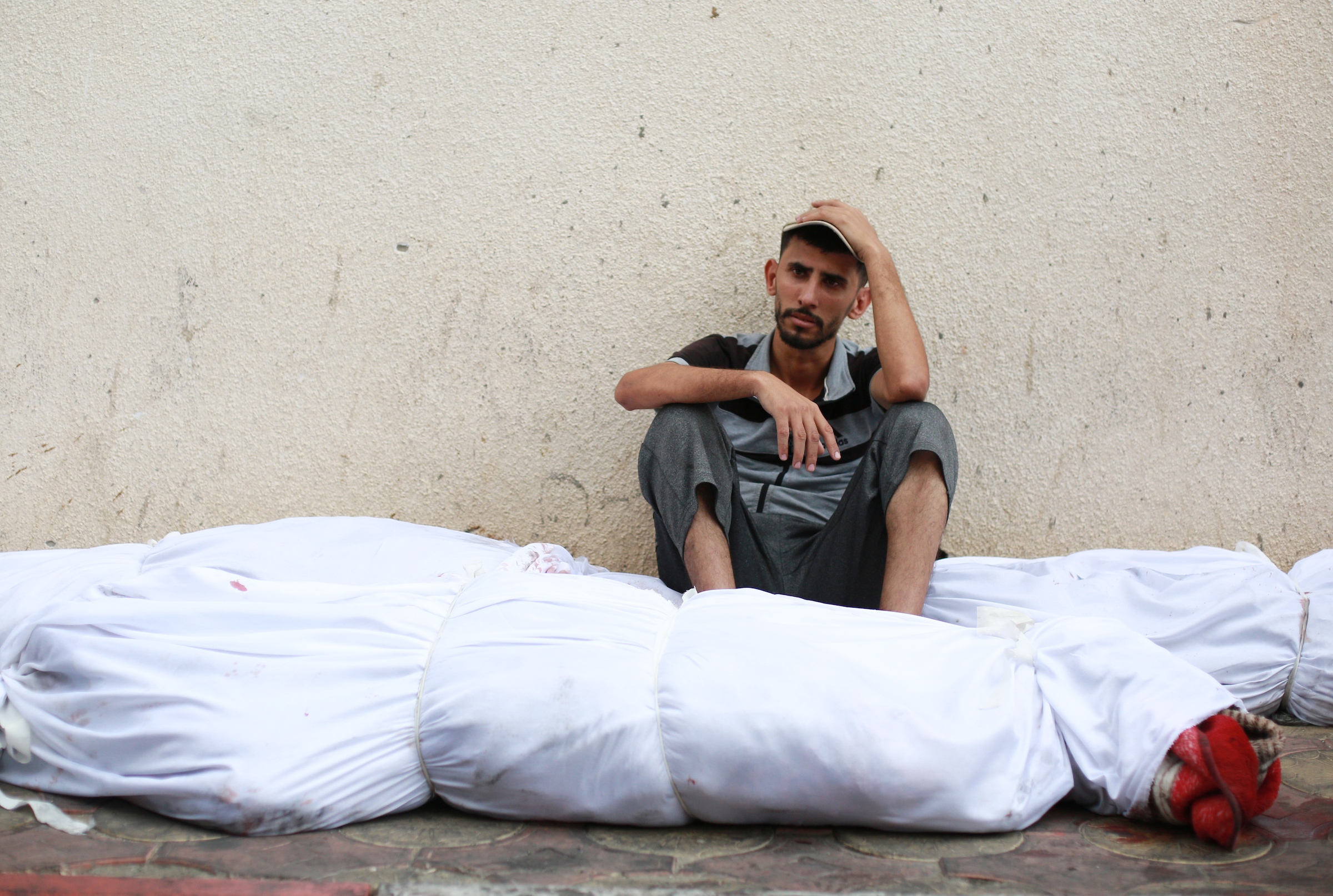
قتلى فلسطينيين في الحرب الفلسطينية الإسرائيلية 2023

ضحايا الحرب الفلسطينية الإسرائيلية 2023 هم ضحايا الحرب التي اندلعت بين حركة حماس الفلسطينية وإسرائيل، ووصل عدد ضحايا هذه الحرب حتى 6 من شباط/فبراير 2024 إلى 27 ألفاً و585 قتيلاً فلسطينيًّا و66 ألفًا و978 مصابًا و1401 إسرائيليًّا منذ بداية الحرب الفلسطينية الإسرائيلية في 7 أكتوبر/تشرين الأول 2023. من بينهم 85 صحفيًا (78 فلسطينيًا و4 إسرائيليين و3 لبنانيين) وأكثر من 136 من عمال الإغاثة التابعين للأونروا. في 7 تشرين الأول/أكتوبر 2023، قُتِل 1538 إسرائيليًّا و رعايا أجانب، من بينهم 286 ضابطاً وجندياً و 764 مدنياً، وأُسر 248 خلال الهجوم الأولي على إسرائيل من قطاع غزة. ومنذ ذلك الحين تسببت الغارات التي شنتها إسرائيل ردًا على قطاع غزة منذ 7 تشرين الأول/أكتوبر في مقتل ما لا يقل عن 40,000 شخصًا، غالبيتهم العظمى من المدنيين، من بينهم 10,000 طفل و7,000 امرأة، بالإضافة إلى أكثر من 66,987 جريحًا (من بينهم 8,663 طفلاً و 6,327 امرأة) وأكثر من 8,000 مفقود، وهو ما من شأنه أن يرفع عدد القتلى بشكل أكبر، من بينهم 4400 امرأة وطفل، مع كون النساء والأطفال الضحايا الرئيسيين للهجمات الإسرائيلية.
كانت الغالبية العظمى من الضحايا في قطاع غزة حيث فقد أكثر من 60٪ من سكان غزة أفرادًا من عائلاتهم منذ 7 أكتوبر 2023، وفقًا لتقرير المركز الفلسطيني للبحوث السياسية والمسحية. تأتي أعداد القتلى التي أبلغ عنها مكتب تنسيق الشؤون الإنسانية التابع للأمم المتحدة من وزارة الصحة في غزة. يشمل إجمالي الضحايا جميع الوفيات المبلغ عنها، بينما يستخدم التقسيم الديموغرافي الضحايا الذين لديهم هويات مرتبطة فقط. أعلنت وزارة الصحة في غزة في 30 أبريل 2024 أنه تم تحديد 24686 ضحية على وجه التحديد من خلال المستشفيات وأفراد الأسرة والتقارير الإعلامية؛  من هؤلاء، كان 52٪ من النساء والقصر، و43٪ من الرجال فوق سن 18 عامًا، و5٪ لم يتم تحديدهم حسب العمر أو الجنس. لا يشمل تعداد وزارة الصحة في غزة أولئك الذين ماتوا بسبب "أمراض يمكن الوقاية منها وسوء التغذية وغيرها من عواقب الحرب". وتوقع تحليل أجرته مجموعة عمل توقعات الصحة في غزة آلاف الوفيات الزائدة بسبب المرض ومضاعفات الولادة.
أسفرت هجمات 7 أكتوبر على إسرائيل عن مقتل 1139 شخصًا. كما تم احتجاز 251 شخصًا آخرين كرهائن خلال الهجوم الأولي على قطاع غزة. كما قُتل 479 فلسطينيًا آخرين، من بينهم 116 طفلاً، و9 إسرائيليين في الضفة الغربية المحتلة (بما في ذلك القدس الشرقية). كما وقعت إصابات في أجزاء أخرى من إسرائيل، وكذلك في جنوب لبنان، وسوريا،  واليمن، وإيران
اعتبارًا من 8 سبتمبر 2024، تم الإبلاغ عن مقتل أكثر من 42000 شخص (40972 فلسطينيًا و1478 إسرائيليًا) في الحرب الفلسطينية الإسرائيلية، بما في ذلك 116 صحفيًا وفقًا للجنة حماية الصحفيين (111 فلسطينيًا و2 إسرائيليين و3 لبنانيين)، و134 صحفيًا وعاملًا إعلاميًا وفقًا للاتحاد الدولي للصحفيين (127 فلسطينيًا و4 إسرائيليين و3 لبنانيين)  وأكثر من 224 عامل مساعدات إنسانية، بما في ذلك 179 موظفًا في الأونروا. كانت الغالبية العظمى من الضحايا في قطاع غزة حيث فقد أكثر من 60٪ من سكان غزة أفرادًا من عائلاتهم منذ 7 أكتوبر 2023، وفقًا لتقرير المركز الفلسطيني للبحوث السياسية والمسحية. تأتي أعداد القتلى التي أبلغ عنها مكتب تنسيق الشؤون الإنسانية التابع للأمم المتحدة من وزارة الصحة في غزة. يشمل إجمالي الضحايا جميع الوفيات المبلغ عنها، بينما يستخدم التقسيم الديموغرافي الضحايا الذين لديهم هويات مرتبطة فقط. أعلنت وزارة الصحة في غزة في 30 أبريل 2024 أنه تم تحديد 24686 ضحية على وجه التحديد من خلال المستشفيات وأفراد الأسرة والتقارير الإعلامية من هؤلاء، كان 52٪ من النساء والقصر، و43٪ من الرجال فوق سن 18 عامًا، و5٪ لم يتم تحديدهم حسب العمر أو الجنس. لا يشمل تعداد وزارة الصحة في غزة أولئك الذين ماتوا بسبب "أمراض يمكن الوقاية منها وسوء التغذية وغيرها من عواقب الحرب". وتوقع تحليل أجرته مجموعة عمل توقعات الصحة في غزة آلاف الوفيات الزائدة بسبب المرض ومضاعفات الولادة.

## الضحايا الفلسطينيين
عانى قطاع غزة من خسائر فادحة في صفوف المدنيين بسبب القصف الإسرائيلي. اعتبارًا من 10 شباط/فبراير، أفادت وزارة الصحة في غزة أن ما لا يقل عن 28.064 فلسطيني (من بينهم أكثر من 10.000 قاصر) قد قتلوا، وأكثر من 67.611 جريح، و7,000 في عداد المفقودين تحت الأنقاض، بإجمالي أكثر من 90,000 ضحية منذ بدء الحرب، وهو ما يعادل حوالي 4% من سكان غزة البالغ عددهم 2.3 مليون نسمة. ونتيجة لذلك، أصبحت هذه الحرب الأكثر دموية على الإطلاق خلال الصراع العربي الإسرائيلي، متجاوزةً إجمالي عدد القتلى في الانتفاضة الأولى، والانتفاضة الثانية، وعملية العصف المأكول، وعملية معركة الفرقان. يُعزى العدد الكبير من الضحايا إلى التكتيكات الإسرائيلية والقصف الواسع النطاق، والذي أدَّى في بعض الحالات إلى تدمير بلدات بأكملها وجعلها غير صالحة للسكن.

## الضحايا الإسرائيليين
اعتبارًا من 1 ديسمبر، قُتل حوالي 1,332 إسرائيليًا منذ 7 أكتوبر، من بينهم 395 جنديًا من جيش الاحتلال الإسرائيلي، و10 من جهاز الأمن الإسرائيلي، و59 ضابط شرطة، وأصيب ما لا يقل عن 1,271. ويشمل عدد الضحايا أيضًا ما يقرب من 70 قتيلاً أو مفقودًا من المواطنين العرب الإسرائيليين، والعديد منهم من بدو النقب. وكان يُعتقد في البداية أن 14 طفلاً إسرائيليًا تقل أعمارهم عن 10 أعوام و36 مراهقًا تتراوح أعمارهم بين 10 و19 عامًا قد قُتلوا في هجوم 7 أكتوبر/تشرين الأول.
وقال تقرير بثته القناة 12 الإسرائيلية نقلت فيه تصريحات لزامير -الذي يشغل منصب مدير عام وزارة الدفاع- إن 5942 عائلة إسرائيلية جديدة انضمت إلى قائمة الأسر الثكلى خلال عام 2024، بينما تم استيعاب أكثر من 15 ألف مصاب في نظام إعادة التأهيل.

## قطاع غزة

### المدنيين
توزيع الوفيات حسب العمر والجنس (تحليل البروفيسور مايكل سباجات ودانييل سيلفرمان)، نوفمبر 2023

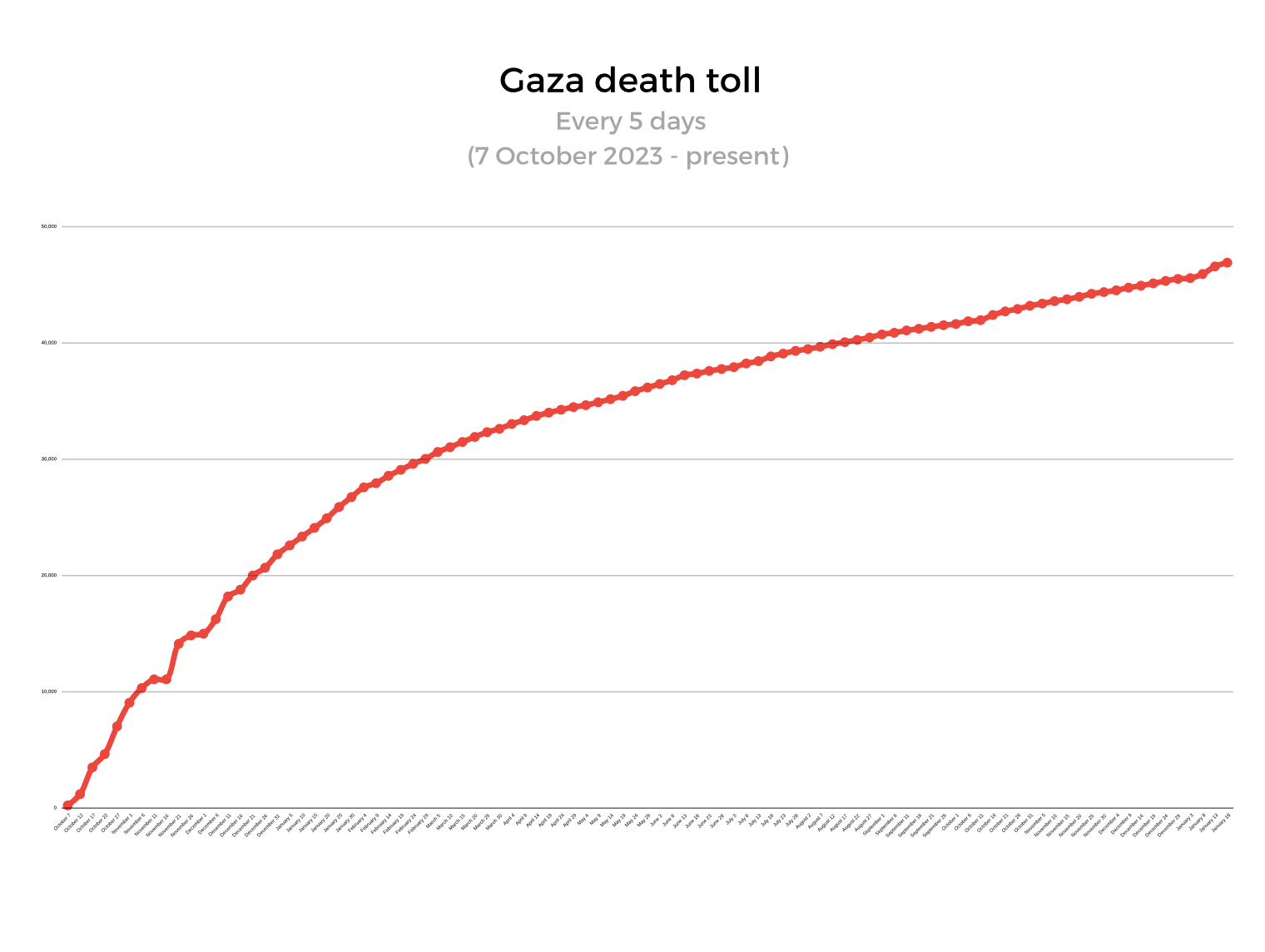
رسم بياني للوفيات المبلغ عنها كل خمسة أيام

عانى قطاع غزة من خسائر فادحة في صفوف المدنيين بسبب القصف الإسرائيلي. اعتبارًا من 29 فبراير، أفادت وزارة الصحة في غزة أن ما لا يقل عن 30,000 فلسطيني (بما في ذلك أكثر من 10,000 قاصر) قد قتلوا، وأكثر من 70,000 جريح، و 10,000 في عداد المفقودين تحت الأنقاض، بإجمالي أكثر من 110.000 ضحية منذ بدء الحرب، أي حوالي 5% من سكان غزة البالغ عددهم 2.3 مليون نسمة. ونتيجة لذلك، أصبحت هذه الحرب الأكثر دموية على الإطلاق خلال الصراع العربي الإسرائيلي، متجاوزة إجمالي عدد القتلى في الانتفاضة الأولى، والانتفاضة الثانية، وعملية الرصاص المصبوب، وعملية الجرف الصامد. يرجع العدد الكبير من الضحايا إلى التكتيكات الإسرائيلية والقصف واسع النطاق، والذي أدى في بعض الحالات إلى تدمير بلدات بأكملها بالكامل وغير صالحة للسكن.
وفي 3 نوفمبر/تشرين الثاني، قُتل ما لا يقل عن 10 من عمال المقبرة في غارة جوية إسرائيلية أثناء عملهم في مقبرة في بيت لاهيا. وفي 4 تشرين الثاني/نوفمبر، ادعى مسؤول إسرائيلي لم يذكر اسمه أن حوالي 20,000 شخص قتلوا في غزة. وفي 14 تشرين الثاني/نوفمبر، قُتل لاعبا الكرة الطائرة حسن زعيتر وإبراهيم قوسية في غارة جوية إسرائيلية على مخيم جباليا للاجئين. وحتى 1 كانون الأول/ديسمبر، قُتل 102 من موظفي الأونروا في غزة في غارات جوية إسرائيلية. في 29 ديسمبر، أفادت الأونروا أن 308 أشخاص قتلوا في ملاجئ الأونروا. وأفاد الأورومتوسطي أن الجيش الإسرائيلي كان يأخذ ويحتجز جثثًا فلسطينية من غزة، داعيًا إلى إجراء تحقيق دولي في شبهات سرقة الأعضاء. وذكر المونيتور كذلك أن إسرائيل قتلت بشكل منهجي المئات من المتخصصين في مجال التكنولوجيا، بما في ذلك "المبرمجين وخبراء تكنولوجيا المعلومات ومحللي هندسة الكمبيوتر". في مارس/آذار 2024، أفادت مدونة الجزيرة الإخبارية أن القوات الإسرائيلية اتبعت نمطا من قتل عائلات بأكملها من خلال استهداف المنازل التي كانوا يحتمون بها.
طبقاً لوزارة الصحة في غزة، قُتل 50 شخصاً على الأقل في الغارات الإسرائيلية على جباليا في 31 أكتوبر/تشرين الأول و1 نوفمبر/تشرين الثاني. تم الإبلاغ عن وقوع خسائر كبيرة في صفوف المدنيين في أعقاب انفجار المستشفى العربي الأهلي، والغارة الجوية على مخيم جباليا في 31 أكتوبر/تشرين الأول، والغارة الجوية على مدرسة الفاخورة في 4 نوفمبر/تشرين الثاني. وشملت الأحداث الأخرى التي أسفرت عن إصابات جماعية الغارة الجوية على كنيسة القديس برفيريوس والغارة الجوية على مخيم الشاطئ للاجئين. ، فضلاً عن العديد من الهجمات على مخيمات اللاجئين والمدارس ومرافق الرعاية الصحية.
عانى قطاع غزة من خسائر بشرية كبيرة بين المدنيين نتيجة للقصف الإسرائيلي. اعتبارًا من 13 مايو 2024، أفادت الأمم المتحدة أن 35000 شخص لقوا حتفهم في الصراع من بينهم 7797 قاصرًا و4959 امرأة و1924 مسنًا  بهويات مؤكدة. 52٪ من أولئك الذين لديهم هويات مؤكدة هم من النساء والقاصرين، و40٪ من الرجال؛ ولا تفرق الأمم المتحدة بين الوفيات بين المقاتلين والمدنيين. بحلول أواخر يونيو 2024، أفادت منظمة غير حكومية فلسطينية أن ما يصل إلى 10000 فلسطيني أصيبوا بإعاقات بسبب إصابات تتعلق بالحرب.

### أطفال
وفي 25 تشرين الأول/أكتوبر، أشار رئيس الوزراء ووزير الخارجية القطري محمد بن عبد الرحمن بن جاسم آل ثاني إلى أن عدد القتلى من الأطفال في غزة قد تجاوز بالفعل العدد الإجمالي للقتلى في الغزو الروسي لأوكرانيا. سيتجاوز إجمالي عدد القتلى المدنيين إجمالي أوكرانيا البالغ 9,614، اعتبارًا من 10 سبتمبر 2023، بما في ذلك حوالي 600 طفل، بعد بضعة أيام، ولكن في جزء صغير من مدة الحرب في أوكرانيا. وفي بيان، ذكرت المديرة الإقليمية لليونيسف أديل خضر أن عدد القتلى من الأطفال في غزة كان "وصمة عار متزايدة على ضميرنا الجماعي". وفي 28 أكتوبر/تشرين الأول، ارتفع عدد الأسر التي قُتلت بالكامل إلى 825 أسرة. وفي 30 أكتوبر/تشرين الأول، أفادت منظمة إنقاذ الطفولة أن عدد الأطفال الذين لقوا حتفهم خلال ثلاثة أسابيع في غزة أكبر من إجمالي عدد الصراعات التي اندلعت حول العالم في السنوات الأربع الماضية. وقد أطلع المفوض العام للأونروا فيليب لازاريني مجلس الأمن التابع للأمم المتحدة على تحليل منظمة إنقاذ الطفولة. أثارت وفاة هند رجب تغطية إعلامية كبيرة بعد نشر مكالمة الطوارئ الخاصة بها واختفائها بعد ذلك لمدة اثني عشر يومًا. في 29 فبراير 2024، أفادت وزارة الصحة في غزة أن 44% (أي أكثر من 13000) من الوفيات كانوا من الأطفال.

## النسبة المدنية إلى العسكرية
ولا تشير أرقام الضحايا التي أعلنتها وزارة الصحة في غزة إلى نسبة الضحايا من المدنيين؛ ونتيجة لذلك، قدم المحللون تقديرات مختلفة. قدرت دراسة أجرتها كلية لندن للصحة والطب الاستوائي في مجلة لانسيت تغطي الفترة من 7 إلى 26 أكتوبر أن 68.1% من الضحايا كانوا من الأطفال أو النساء أو كبار السن، وبالتالي من المحتمل أنهم غير مقاتلين، في حين أن تحليلًا نُشر في ديسمبر في مجلة Ha "آرتس" من قبل عالم الاجتماع الإسرائيلي ياجيل ليفي قدر أن 61% على الأقل من الضحايا كانوا من هذه الفئة. واستندت كلتا الدراستين إلى أرقام صادرة عن وزارة الصحة في غزة. إن اعتبار النساء والأطفال وكبار السن فقط كمدنيين (أي تصنيف جميع الرجال البالغين كمقاتلين) يعطي رقماً متحفظاً للمدنيين، على الرغم من أن النسبة الحقيقية للمدنيين من المرجح أن تكون أعلى. وفي أوائل ديسمبر/كانون الأول، قدّر المرصد الأورومتوسطي لحقوق الإنسان أن 90% من الضحايا كانوا من المدنيين. وفي ديسمبر/كانون الأول، قال الجيش الإسرائيلي إنه يقدر أن 66% من القتلى هم من المدنيين.

## التأثيرات
وفي 13 أكتوبر/تشرين الأول، أشارت وزارة الصحة الفلسطينية إلى إزالة 20 لقبًا من السجل المدني في غزة، مما يعني أن كل فرد في تلك العائلة بأكملها قد قُتل. ذكرت صحيفة فايننشال تايمز أن فقدان مجموعات عائلية كبيرة كان بمثابة "تمزق في النسيج الاجتماعي في غزة". وذكرت صحيفة نيويورك تايمز: "لقد تم تقطيع أشجار العائلة، وتم طمس فروع كاملة".
في 16 أكتوبر/تشرين الأول، ذكرت الأونروا أن هناك عددًا كبيرًا من الوفيات في غزة لدرجة أنه لم يعد هناك ما يكفي من أكياس الجثث. نظرًا لأن المشارح كانت مكتظة جدًا، تم وضع الجثث في شاحنات الآيس كريم. وفي 11 نوفمبر/تشرين الثاني، ذكر منير البشر، مدير وزارة الصحة في غزة، أن القبور تُحفر باليد. وفي 12 نوفمبر/تشرين الثاني، لاحظت مي الكيلة أن الموظفين في مستشفى الشفاء لم يتمكنوا من دفن 100 جثة متحللة. وفي 14 نوفمبر/تشرين الثاني، أشار الهلال الأحمر الفلسطيني إلى أنه غير قادر على إنقاذ الجرحى والمصابين تحت الأنقاض، مشيراً إلى أن "الجرحى يُتركون هناك في عذاب ليعانوا ويموتوا دون استجابة لنداءات المساعدة التي يوجهونها".
في نهاية يناير 2024، ذكرت هيئة الإذاعة البريطانية أنه بناءً على تقرير حديث صادر عن المرصد الأورومتوسطي لحقوق الإنسان، فقد أكثر من 24000 طفل أحد والديهم أو كليهما بسبب الحرب. وقد قدرت وكالة الأمم المتحدة للطفولة (اليونيسف) أن هناك حوالي 19 ألف طفل يتيم أو غير مصحوب بذويهم في غزة، وقد تم استخراج بعضهم من تحت الأنقاض أو تم العثور عليهم في جميع أنحاء القطاع.

### المجاعة
أدت الحرب إلى ظروف مجاعة وشيكة في قطاع غزة، نتيجة للغارات الجوية الإسرائيلية والحصار المستمر لقطاع غزة من قبل إسرائيل، والذي يشمل القيود المفروضة على المساعدات الإنسانية. يعاني 2.2 مليون شخص في غزة الآن من انعدام الأمن الغذائي على مستوى الطوارئ. دمرت الغارات الجوية البنية التحتية الغذائية، مثل المخابز والمطاحن ومخازن الأغذية، وهناك ندرة واسعة النطاق في الإمدادات الأساسية بسبب حصار المساعدات. وقد تسبب هذا في مجاعة لأكثر من نصف مليون من سكان غزة وهو جزء من أزمة إنسانية أوسع نطاقًا في القطاع. إنه "أعلى عدد من الأشخاص الذين يواجهون جوعًا كارثيًا" تم تسجيله على الإطلاق على مقياس التصنيف المرحلي المتكامل، ومن المتوقع على نطاق واسع أن يكون أشد مجاعة من صنع الإنسان منذ الحرب العالمية الثانية. أعرب رئيس برنامج الغذاء العالمي التابع للأمم المتحدة عن أن سكان غزة يموتون بسبب المجاعة. إن الوتيرة المزعجة التي تنتشر بها أزمة الجوع وسوء التغذية التي يسببها البشر في غزة تثير القلق العميق. إذ يواجه نصف سكان غزة حالياً ظروفاً كارثية وهم على شفا المجاعة، وهو وضع لم يسبق له مثيل من قبل. ويفيد برنامج الغذاء العالمي أن نحو 1.1 مليون شخص في غزة يعانون من الجوع الشديد.

## عدد القتلى
في 25 أكتوبر، صرح الرئيس الأمريكي جو بايدن أنه "لا يثق" في إجمالي الوفيات التي أبلغت عنها وزارة الصحة في غزة. ورداً على ذلك، ذكرت هيومن رايتس ووتش أنه بعد ثلاثة عقود من العمل في غزة وإجراء تحقيقاتها الخاصة، فإنها تعتبر إحصائيات وزارة الصحة في غزة موثوقة. وقدم ماثيو ميللر ادعاءً مماثلاً لبايدن، على الرغم من أن وزارة الخارجية الأمريكية تشير إلى حصيلة القتلى التي أعلنتها وزارة الصحة في غزة في تقاريرها الداخلية. وفي 26 أكتوبر/تشرين الأول، ردت وزارة الصحة في غزة بإصدار وثيقة مكونة من 212 صفحة تحتوي على 6,747 اسمًا فرديًا وأرقام هويات، بالإضافة إلى 281 حالة وفاة مجهولة الهوية. وقال مساعد وزير الخارجية الأمريكي لشؤون الشرق الأدنى في جلسة استماع بالكونغرس في 9 نوفمبر/تشرين الثاني إن عدد القتلى "مرتفع للغاية، بصراحة، وربما يكون أعلى مما يتم الاستشهاد به". ( أرقام وزارة الصحة في غزة لا تميز بين الوفيات بين المقاتلين وغير المقاتلين، ولا تأخذ في الاعتبار سبب الوفاة، كما هو موضح أعلاه؛ أي أن الرقم هو إحصاء بسيط لإجمالي الوفيات في غزة منذ 7 أكتوبر/تشرين الأول 2023).
وكل حالة وفاة يتم تسجيلها في غزة هي نتيجة تغيير تم التحقق منه في سجل السكان الذي وافقت عليه حكومة إسرائيل. وتشير الحكومة الإسرائيلية إلى أن "مكتب تسجيل السكان التابع لها يعمل على تحديث ملفات تسجيل السكان الموجودة على الجانب الإسرائيلي لتتناسب مع الملفات الموجودة في الضفة الغربية وغزة". في 26 أكتوبر/تشرين الأول، أضاف مكتب الأمم المتحدة للشؤون الإنسانية أنهم يستخدمون إجماليات الوفيات الصادرة عن وزارة الصحة في غزة لأنها "تم الحصول عليها بشكل واضح" وقد وصفت تقديراتهم بأنها جديرة بالثقة من قبل مدير الطوارئ الإقليمي لمنظمة الصحة العالمية، ريتشارد برينان.
في 6 ديسمبر/كانون الأول، خلصت مقالة تمت مراجعتها بواسطة باحثين من كلية جونز هوبكنز بلومبرج للصحة العامة في مجلة لانسيت إلى أن أعداد القتلى التي أعلنتها وزارة الصحة في غزة كانت دقيقة.
في منتصف نوفمبر/تشرين الثاني تقريبًا، بدأت وزارة الصحة في غزة في فقدان عدد الوفيات، قائلة إنها تكافح من أجل تحديث حصيلة الضحايا نتيجة لانقطاع التيار الكهربائي، وارتفاع عدد القتلى، وانهيار نظام الرعاية الصحية. في فبراير 2024، وجدت دراسة مشتركة أجرتها كلية لندن للصحة والطب الاستوائي ومركز جونز هوبكنز للصحة الإنسانية في جامعة جونز هوبكنز أن استمرار الحرب في الوضع الراهن سيؤدي إلى ما بين 58,260 و74,290 حالة وفاة زائدة بحلول 6 أغسطس. في مارس/آذار 2024، طلبت وزارة الصحة في غزة من المدنيين تسجيل موتاهم عبر الإنترنت، لأن انهيار نظام الرعاية الصحية أدى إلى عدم قدرة الوزارة على تحديث عدد القتلى بانتظام.
اعتبارًا من 29 فبراير/شباط، ذكرت وزارة الصحة في غزة أن إحصائياتها اليومية تعتمد الآن على "مجموعة من الأعداد الدقيقة للوفيات من المستشفيات التي لا تزال تعمل جزئيًا، وعلى تقديرات من التقارير الإعلامية لتقييم الوفيات في شمال غزة"، لكنها لم تفعل ذلك. وليس "الاستشهاد أو ذكر المصادر". في 31 مارس، ذكرت أنه تم تجميع 15.070 حالة وفاة (45.8% من الإجمالي آنذاك) عبر "مصادر إعلامية موثوقة" بدلاً من التقارير المباشرة. وأوضحت الوزارة أيضًا في التقارير المقدمة في 1 أبريل/نيسان و4 أبريل/نيسان أن لديها "بيانات غير كاملة" لـ 12,263 (تم تخفيضها لاحقًا إلى 11,371) من بين 33,091 حالة وفاة تم الإبلاغ عنها.

### الصحفيين في غزة
وقُتل العديد من الصحفيين الفلسطينيين في غزة جراء الهجمات الإسرائيلية أثناء قيامهم بواجبهم. قُتل إبراهيم محمد لافي، مصور عين ميديا، برصاصة قاتلة خلال الهجوم على معبر إيريز في 7 أكتوبر/تشرين الأول، بينما قُتل محمد جرغون، مراسل شركة سمارت ميديا، شرق رفح في نفس اليوم. كما قُتل الصحفي المستقل محمد الصالحي بالرصاص على الحدود شرق مخيم البريج للاجئين في 7 أكتوبر/تشرين الأول. وفي 9 تشرين الأول/أكتوبر، قُتل سعيد الطويل، رئيس تحرير موقع الخامسة الإخبارية، ومحمد صبح وهشام النواجعة، في غارة جوية أثناء تصوير هجوم متوقع في مدينة غزة. في 10 أكتوبر، تم الإبلاغ عن اختفاء صحفيين آخرين، وإصابة آخر بشظايا. ودمر القصف منزلي اثنين من الصحفيين، كما دمرت الغارات الجوية مكاتب أربع وسائل إعلام. وفي 22 أكتوبر/تشرين الأول، قُتل رشدي السراج في غارة جوية إسرائيلية على منزله. في 24 أكتوبر/تشرين الأول، فقد المراسل وائل الدحدوح عائلته بأكملها بسبب غارة جوية إسرائيلية. وفي 27 أكتوبر/تشرين الأول، قال الجيش الإسرائيلي لوكالة رويترز ووكالة الأنباء الفرنسية إنه لن يضمن سلامة صحفييه في غزة. وفي 30 أكتوبر/تشرين الأول، تلقت مراسلة الجزيرة يمنى السيد تهديدًا من القوات الإسرائيلية، مما دفع المتحدث باسم الأمين العام للأمم المتحدة إلى التعليق على "الشجاعة الهائلة" التي يتمتع بها الصحفيون في غزة. وفي 2 نوفمبر/تشرين الثاني، قُتل محمد أبو حطب و10 من أفراد عائلته في غارة جوية إسرائيلية. في 19 أكتوبر، ذكرت لجنة حماية الصحفيين أن 21 صحفيًا قد لقوا حتفهم، وأصيب ثمانية، وفقد ثلاثة أو اعتقلوا. وذكر تقرير صادر عن منظمة مراسلون بلا حدود في 29 أكتوبر/تشرين الأول أن إسرائيل استهدفت الصحفيين الذين يمكن التعرف عليهم بوضوح كصحفيين، في غارتين صاروخيتين في 13 أكتوبر/تشرين الأول أسفرت عن مقتل مراسل وإصابة أربعة. في 31 أكتوبر، قالت مراسلون بلا حدود إن 34 صحفيًا قتلوا حتى الآن في الصراع، من بينهم 12 "فيما يتعلق بعملهم"، عشرة منهم قتلوا في الهجوم الإسرائيلي على غزة، ووصفوا الأسبوعين الأولين من الصراع بأنهما البداية الأكثر دموية لحرب القرن الحادي والعشرين بالنسبة للصحفيين. وفي 7 نوفمبر/تشرين الثاني، قتلت غارة جوية إسرائيلية الصحفي محمد أبو حصيرة و42 من أفراد عائلته. وفي 23 نوفمبر/تشرين الثاني، قُتل المصور الصحفي محمد معين عياش وعائلته في غارة جوية إسرائيلية.

#### التحقيقات
في 1 نوفمبر/تشرين الثاني، طلبت منظمة مراسلون بلا حدود من المحكمة الجنائية الدولية أن تبدأ تحقيقاً ذا أولوية في جرائم الحرب في مقتل تسعة صحفيين. أشارت مراسلون بلا حدود إلى مقتل 41 صحفيًا خلال الشهر الأول من النزاع، قائلة إن العديد من الصحفيين قتلوا على يد إسرائيل في منازلهم. وتحتفظ إسرائيل بسجلات عن مكان وإقامة كل شخص في غزة. وذكرت مراسلون بلا حدود أن إسرائيل استخدمت ضربات مستهدفة لقتل الصحفيين في غزة.

### العاملين في مجال الصحة والمساعدات
في 11 أكتوبر، أفادت الأونروا أن تسعة من عمالها قتلوا في غارة جوية إسرائيلية، وأن إسرائيل استهدفت مقرها الرئيسي. قُتل 11 عضوًا في الأونروا وخمسة أعضاء في الصليب الأحمر والهلال الأحمر في غزة منذ بدء القتال. وقالت منظمة أطباء بلا حدود إنها أحصت 16 من العاملين في المجال الطبي قتلوا منذ 7 أكتوبر/تشرين الأول. وقالت منظمة أطباء بلا حدود إن ممرضة وسائق سيارة إسعاف قتلا وأصيب عدد آخر في الغارات الإسرائيلية على مستشفى ناصر في خان يونس والمستشفى الإندونيسي في مدينة غزة. أكدت لجنة الإنقاذ الطبية الطارئة الإندونيسية (MER-C) مقتل أحد الموظفين بالقرب من مركبة MER-C العاملة.
في 22 أكتوبر، أعلنت الأونروا مقتل 29 من موظفيها في غزة. وفي 30 أكتوبر، أعلنت وزارة الصحة الفلسطينية مقتل 120 من العاملين الطبيين في غزة. وفي 10 نوفمبر، أفادت الأمم المتحدة بمقتل أكثر من 100 موظف على يد إسرائيل. وفي 11 نوفمبر، رفضت الأونروا مزاعم إسرائيل بأن عمال الأمم المتحدة كانوا عملاء سريين لحماس. وفي 12 نوفمبر، أشارت الأمم المتحدة إلى مقتل ثلاث ممرضات في مستشفى الشفاء أثناء حصار مدينة غزة.
قُتل عدد من موظفي الأمم المتحدة في غزة أكثر من أي صراع آخر في تاريخ العالم. ووفقًا لمنظمة مراقبة العاملين في مجال الرعاية الصحية - فلسطين، قُتل أكثر من 400 عامل في مجال الرعاية الصحية في غزة. ذكرت منظمة أطباء بلا حدود في منشور على وسائل التواصل الاجتماعي في 22 ديسمبر أن طبيبًا فلسطينيًا كتب "لقد فعلنا ما بوسعنا. تذكرونا"، قُتل في غارة جوية. في 24 ديسمبر/كانون الأول، قُتل أحد موظفي برنامج الأمم المتحدة الإنمائي في غارة جوية، إلى جانب 70 فردًا من عائلته.

#### مفقود و مدفون
في 15 أكتوبر 2023، تم الإبلاغ عن فقدان أكثر من 1000 شخص تحت الأنقاض. في 27 أكتوبر 2023، ذكرت منظمة الصحة العالمية أن أكثر من 1000 شخص مجهول الهوية دُفنوا تحت الأنقاض. في 3 ديسمبر 2023، صرح الدفاع المدني الفلسطيني أن الوضع "أكثر من مأساوي" حيث لم تتمكن المنظمة من إنقاذ العديد من الأشخاص المدفونين تحت الأنقاض.تم إنقاذ الأفراد من قبل عمال الإغاثة بعد أن نجوا من عدة أيام مدفونين تحت الأنقاض. ذكر المستجيبون للطوارئ أن جزءًا مما جعل الإنقاذ صعبًا للغاية هو أن القنابل الإسرائيلية تميل إلى "تسوية المباني بأكملها بالأرض". في 24 فبراير 2024، صرح الدكتور بول ب. سبيجل أن إجمالي عدد القتلى كان أقل من العدد الحقيقي بسبب العدد الكبير من الأشخاص تحت الأنقاض، قائلاً: "لقد توقعنا عدد القتلى الذين قد يكونون في عداد المفقودين، وربما كان أعلى بنحو عشرة إلى خمسة عشر في المائة". في 26 فبراير 2024، قصفت الطائرات الحربية الإسرائيلية ودمرت آلية إنقاذ طارئة في بيت لاهيا. وفقًا لصحيفة نيويورك تايمز، "يشكل المدفونون عددًا ظلًا من القتلى في غزة، وهو علامة نجمية ثقيلة على الحصيلة الرسمية لوزارة الصحة لأكثر من 31000 قتيل". في مايو 2024، وصف طبيب أمريكي تدهور عمليات الإنقاذ في غزة، قائلاً: "نسمع القنابل وقبل ذلك كان تفكيري هو" ما المرضى الذين سنلتقي بهم غدًا؟ " والآن نسمع القنابل ولا أحد يأتي." ذكرت الأمم المتحدة أن أكثر من 10000 شخص دُفنوا تحت الأنقاض.
وذكر الدكتور مروان الهمص أن العدد مرتفع للغاية بسبب نقص المعدات الثقيلة أو الوقود لحفر الخرسانة والصلب لإنقاذهم. في أواخر يونيو 2024، أفادت منظمة إنقاذ الطفولة أن ما يصل إلى 21000 طفل في عداد المفقودين بسبب القصف والحرب المستمرة. وبينما اعترفت المنظمة بصعوبة جمع المعلومات والتحقق منها في غزة، كان يُعتقد أن حوالي 17000 طفل غير مصحوبين ومنفصلين، وحوالي 4000 مفقود على الأرجح تحت الأنقاض وعدد غير معروف في مقابر جماعية. في يوليو 2024، ذكرت طواقم الطوارئ أن هناك العديد من الأشخاص محاصرين تحت الأنقاض في حي تل الهوى في أعقاب الهجمات العنيفة التي شنتها إسرائيل. وبحلول أغسطس/آب 2024، تم دفن القتلى في جميع أنحاء قطاع غزة، بما في ذلك الأماكن العامة مثل الساحات والشوارع.

#### الرهائن في غزة
تم أخذ 248 شخصًا كرهائن خلال الهجمات الإسرائيلية، معظمهم من المدنيين. في 8 أكتوبر، ادعت حركة الجهاد الإسلامي الفلسطينية أنها تحتجز ما لا يقل عن 30 أسيرًا. تم الإبلاغ عن أخذ ما لا يقل عن أربعة أشخاص من كفار عزة. يبدو أن مقاطع الفيديو من غزة تظهر أشخاصًا تم أسرهم، مع سكان غزة يهتفون لشاحنات تحمل جثثًا. أفادت إسرائيل بمقتل أربعة أسرى في بئري،  بينما أشارت حماس إلى أن غارة جوية لجيش الاحتلال الإسرائيلي على غزة في 9 أكتوبر قتلت أربعة أسرى. كما تم تصوير ستة أفراد من عائلة سيلبرمان-بيباس أثناء اقتيادهم من منزلهم في نير عوز؛ وفي 11 أكتوبر/تشرين الأول، أصدرت حماس مقطع فيديو يظهر ثلاثة منهم وهم يُطلَق سراحهم بالقرب من السياج الحدودي.

## الضفة الغربية
أفاد مكتب تنسيق الشؤون الإنسانية أن إسرائيل قتلت 370 فلسطينيا في الضفة الغربية بين 7 أكتوبر/تشرين الأول 2023 و29 يناير/كانون الثاني 2024، بينهم 94 طفلا. قُتل 97% منهم على يد قوات الأمن الإسرائيلية، والباقي على يد المستوطنين الإسرائيليين.
وكان عدة آلاف من العمال الغزيين موجودين في إسرائيل عندما بدأ الصراع. وحتى 16 أكتوبر/تشرين الأول، كان بعضهم محتجزاً في "مركز احتجاز" بالضفة الغربية بينما لجأ آخرون إلى المجتمعات الفلسطينية في الضفة الغربية. وقدّر وزير العمل في السلطة الفلسطينية أن 4,500 عامل في عداد المفقودين، في حين أفادت وسائل الإعلام الإسرائيلية N12 أن 4,000 من سكان غزة كانوا في مرافق احتجاز إسرائيلية. وقالت جمعية الأسير الفلسطيني إن القوات الإسرائيلية اعتقلت أكثر من 1450 فلسطينياً من الضفة الغربية منذ 7 أكتوبر/تشرين الأول. وفي 29 أكتوبر/تشرين الأول، تناولت ثلاثون منظمة إسرائيلية لحقوق الإنسان عنف المستوطنين في الضفة الغربية، وطلبت من المجتمع الدولي "التحرك بشكل عاجل" لوضع حد له. وفي 30 أكتوبر/تشرين الأول، دعت الحكومة الألمانية إسرائيل إلى حماية الفلسطينيين في الضفة الغربية. وفي 31 أكتوبر/تشرين الأول، أدان كبير دبلوماسيي الاتحاد الأوروبي جوزيب بوريل "بشدة" هجمات المستوطنين في الضفة الغربية. ذكرت ليندا توماس جرينفيلد أن الولايات المتحدة "تشعر بقلق عميق"، وأدانت قتل الفلسطينيين في الضفة الغربية.

## الضحايا الأجانب ومزدوجي الجنسية
تشمل الخسائر الأجنبية أولئك الذين قتلوا داخل إسرائيل، وكذلك أولئك الذين قتلوا على يد جيش الإحتلال الإسرائيلي داخل غزة والضفة الغربية.
اعتبارًا من 21 يناير 2024، ذكرت صحيفة واشنطن بوست أن أشخاصًا من 24 دولة قتلوا أو فقدوا خلال النزاع.

## الفلسطينيون المسجونون في إسرائيل
وفقد آلاف الفلسطينيين العاملين في إسرائيل عشية الحرب. وتعتقد جماعات حقوق الإنسان أنهم تعرضوا لاعتقالات جماعية من قبل إسرائيل، لكن إسرائيل رفضت الكشف عن أسماء الأشخاص الذين تحتجزهم. ووفقاً لشهادات حصل عليها مركز هموكيد والجزيرة، فقد تعرض بعض هؤلاء السجناء للضرب على أيدي الجنود الإسرائيليين ومُنعوا من الاتصال بالصليب الأحمر. ثمانية من العمال الذين قابلتهم شبكة سي إن إن زعموا تعرضهم للتعذيب، بما في ذلك تجريدهم من ملابسهم، والضرب "الوحشي"، بما في ذلك رواية واحدة عن الصعق بالكهرباء. أفاد أحد السجناء أن؛ "لقد كسرونا وضربونا بالهراوات والعصي المعدنية... لقد أذلونا... جعلونا نتضور جوعاً دون طعام أو ماء"، بينما زعم آخر أن "بعض الناس ماتوا في الطريق إلى هنا لأنهم تعرضوا للضرب والصعق بالكهرباء". وفي نهاية المطاف، أُعيد العمال الذين تمت مقابلتهم إلى غزة في 4 تشرين الثاني/نوفمبر. وقد قدمت ما لا يقل عن ست منظمات لحقوق الإنسان في إسرائيل التماساً إلى المحكمة العليا الإسرائيلية قائلة إن هذه الاعتقالات كانت "بدون سلطة قانونية وبدون أسس قانونية". وصفت أماني سراحنة من جمعية الأسير الفلسطيني ودرور سادوت من بتسيلم القضية بأنها منهجية، ورد عليها سادوت؛ وقالت: “لقد قمنا بالتحقيق في هذا الأمر لسنوات عديدة – نظام التنفيذ العسكري يعمل كآلية تبرئة دون أي لوائح اتهام تقريبًا”. "لذلك سيقولون: "هذا هو الاستثناء، وليس القاعدة"، ولكن إذا استمر إفلات الجنود من العقاب - وليس فقط الجنود ولكن أيضًا السياسة نفسها - عندما لا تتم محاسبة أي شخص، بالطبع، ستستمر الأمور". ” 

## ردود الفعل والتحليل
وبسبب النسبة الكبيرة من الأطفال والمدنيين الذين قتلوا في غزة، اتُهمت إسرائيل بارتكاب جرائم حرب. كما اتُهمت حماس بارتكاب جرائم حرب خلال هجومها على إسرائيل في 7 أكتوبر/تشرين الأول. اتهمت جنوب أفريقيا إسرائيل بارتكاب جرائم إبادة جماعية في قضية أمام محكمة العدل الدولية. وفي مجموعة من الأحكام الأولية، وجدت المحكمة أن إسرائيل ترتكب "أمراً معقولاً" إبادة جماعية في غزة. قال مروان بشارة، كبير المحللين السياسيين في قناة الجزيرة الإنجليزية، إن الحملة العسكرية الإسرائيلية تهدف إلى "القضاء على أي شيء يمشي أو يتنفس في غزة".